# Georg Forster
Johann Georg Adam Forster (Nassenhuben, cerca de Danzig, hoy Mokry Dwór, Polonia, 27 de noviembre de 1754 - París, Francia, 10 de enero de 1794) fue un naturalista, etnólogo, escritor viajero, periodista y revolucionario alemán.
Formó parte de la segunda expedición alrededor del mundo de James Cook (1728-1779) y dedicó importantes sumas a la Geografía y Etnología comparadas de los mares del sur.
Georg Forster aparece como uno de los fundadores de la literatura de viajes con fundamentación científica. Como jacobino alemán, fue uno de los protagonistas de la efímera república de Maguncia.

## Biografía
La vida de Georg Forster fue breve, pero intensa en vivencias y acontecimientos, como pocas lo fueron en el siglo XVIII. De entre todos les espíritus ilustrados alemanes, Georg Forster puede ser considerado uno de los más importantes.

### Una juventud viajera
Georg Forster fue el mayor de los hijos de Johann Reinhold Forster (1729-1798) y de su esposa Justina Elisabeth Nicolai. El padre, pastor luterano, se interesó mucho por la filosofía y por las ciencias naturales. Contratado en 1765 por el gobierno ruso para estudiar la viabilidad de las futuras colonias de alemanes del Volga, se llevó con él a su hijo, que por esa época solo tenía 10 años. Fue el primer viaje científico que Georg hizo con su padre, y les llevó hasta las estepas de Kazajistán. El joven Forster participó en los estudios cartográficos y en el estudio de los suelos. Aprovechó para aprender a hablar ruso con fluidez.
En 1766, Johann Reinhold Forster viaja directamente a Londres para establecerse en el país de sus antepasados y llevar allí una vida tranquila como profesor y traductor, lo que respondía mejor a sus inclinaciones. Georg le acompaña, y el resto de la familia se reunirá con ellos más tarde. Con 13 años, publica en Inglaterra su primer libro: una traducción del ruso al inglés de la Historia de Rusia de Mijaíl Lomonósov (1711-1765), lo que le valió el aprecio de la comunidad científica.

### Con el capitán Cook alrededor del mundo
Su padre, cuya notoriedad científica se había desarrollado a lo largo de los años, recibe en 1772 una petición del Almirantazgo británico para acompañar al capitán Cook (1728-1779) en su segunda expedición alrededor del mundo. Como naturalista, tiene la misión de elaborar el informe científico del viaje y publicarlo a su regreso. Johann Reinhold Forster consigue imponer su criterio de llevar como dibujante a su hijo Georg, entonces de 17 años.
El 13 de julio de 1772, los Forster, padre e hijo, se embarcan en el HMS Resolution en Plymouth. El viaje les lleva primero al Atlántico sur, luego al océano Índico, a las aguas antárticas, a las islas Polinesias y por último al cabo de Hornos. Regresaron a Inglaterra el 30 de julio de 1775. En el curso de esos tres años, Cook y los Forster descubrieron Nueva Zelanda, las islas Tonga, Nueva Caledonia, las islas Marquesas y la isla de Pascua, y se adentraron hacia el sur como nadie lo había hecho hasta entonces. Este segundo viaje de Cook confirmó definitivamente la teoría de un gran continente habitable en el hemisferio sur.
Georg Forster trabaja a las órdenes de su padre, sobre todo como dibujante, en el estudio de los animales y de las plantas de los mares del sur. Pero sus verdaderos intereses, en los que pronto él mismo empezará a investigar, son la geografía y la etnología comparadas. Aprende con rapidez lenguas de las islas polinésicas. Sus escritos sobre los polinesios siguen teniendo hoy vigencia y muestran asimismo los esfuerzos de los Forster por conocer a los habitantes de las islas de los mares del sur y tratarlos con consideración, simpatía y sin prejuicios occidentales, aunque también desconfiando de las idealizaciones de los "buenos salvajes". Con esta especie de observación comprensiva, Forster supera a los demás etnólogos de su época.
A diferencia de Louis Antoine de Bougainville (1729-1811), cuyos cuadernos de viaje sobre Tahití, escritos algunos años antes, fundan a partir de una descripción complaciente e idealizada el mito romántico de los mares del sur, Forster se aproxima a las sociedades de las islas del Pacífico sur con una mayor objetividad. Describe los diversos órdenes sociales y las diferentes religiones que va conociendo, por ejemplo, en las islas de la Sociedad, las islas de los Amigos, en Nueva Zelanda y en la isla de Pascua, lo que le permite descubrir distintas condiciones de vida. A la vez, constata que las lenguas de esas islas, a pesar de estar relativamente alejadas unas de otras, son a pesar de todo bastante cercanas. Acerca de los habitantes del grupo de las islas Tonga, cerca de Nomuka, escribe lo siguiente:
Su idioma, los medios de transporte, armas, casas, tatuajes, la manera de afeitar la barba corta, toda la esencia de su filosofía está exactamente ajustada con ellos, lo que también habíamos constatado en Tongatabu. Lo único que no podíamos entrever (...) era ningún tipo de subordinación entre ellos, mientras en Tongabatu era muy patente, y la devoción hacia el rey llegaba casi a la esclavitud.
Las etnografías que Forster recolectó junto a su padre en los mares del sur se exponen hoy en la Cook-Forster-Sammlung (Colección Cook-Forster) en el museo de etnología de Gotinga.

### Fundador de la moderna literatura de viajes
Más tarde, ambos publicarán una revista con el relato del viaje por los mares del sur, Magazin von merkwürdigen neuen Reisebeschreibungen en Berlín. Georg Forster también tradujo al alemán la obra del William Bligh A Voyage to the South Sea, by Lieutenant William Bligh, London, 1792 (el testimonio del capitán Bligh sobre el motín y el abandono al que le sometieron sus hombres es el origen de la película Rebelión a bordo y sus secuelas).
A su regreso, mientras su padre escribe el informe científico que le solicita el Almirantazgo, Georg Forster publica en 1777 una descripción del viaje: A Voyage round the World in His Britannic Majesty's Sloop Resolution, Commanded by Capt. James Cook, during the Years, 1772, 3, 4, and 5 (Viaje alrededor del mundo), en el que figura la cita anterior. Esta obra, publicada en 1778-1780, lo convierte en un joven autor con cierto éxito.
El poeta Christoph Martin Wieland (1733-1813) elogia la obra, considerándola el libro más notable de su época, e incluso hoy permanece como una de las descripciones de viajes más importantes jamás escritas. La obra, con la que se inicia la Historia de la literatura alemana moderna de viajes, tendrá, junto a otras, una notable influencia en Alexander von Humboldt (1769-1859) y, más adelante, en los etnólogos.
Forster escribe en una prosa alemana refinada, científicamente exacta y fundada objetivamente, y obtiene con ello un resultado que resulta a la vez apasionante y muy legible. Sus obras se distinguen del resto de la literatura de viajes anterior porque no son una mera sucesión de datos; son coherentes y presentan hechos evidentes y seguros, etnológicamente hablando, que tienen su origen en observaciones detalladas. A menudo interrumpe su descripción con alguna reflexión filosófica sobre la observación.
Dispensa una atención especial al Hombre, del que estudia los comportamientos, necesidades, costumbres, religiones, así como las formas de sociedad. En el Viaje alrededor del mundo, incluso reproduce el texto de una canción polinesia. Esta obra sigue siendo incluso en nuestros días una de las fuentes más importantes acerca de las sociedades de los mares del sur.
La publicación supone para Georg Forster el reconocimiento científico de toda Europa. La célebre Royal Society of London lo acepta como miembro en 1777 con solo 23 años. Academias científicas, de Berlín a Madrid, también le abren sus puertas. Pero como la fama no da dinero, regresa a Alemania en 1778 para ocupar una plaza de profesor en Cassel (hoy Kassel).
Aquí entra en la logia masónica "El león coronado" y del círculo local de la orden de Rosacruz. En 1776 ya era probablemente miembro de la conocida logia parisina "Las nueve hermanas" y en 1784 se adhiere a la logia "La verdadera concordia" de Viena.
En Gotinga conoce a Teresa Heyne (1764-1829), la hija de un investigador histórico de la Universidad de la ciudad, que llegará a ser una de las primeras escritoras libres de Alemania con el nombre de Teresa Huber. Se casaron en 1785 y tuvieron tres hijos sin llegar a formar nunca una pareja realmente feliz.

### Profesor y Jacobino
Como profesor de historia natural, Forster empieza a dar clases en el presigioso Collegium Carolinum de Cassel, en el que permanecerá hasta 1784. En esa época mantendrá una interesante correspondencia con los eruditos y sabios alemanes de más prestigio, entre otros con Lichtenberg (1742-1799), Lessing (1729-1781), Herder (1744-1803), Wieland (1733-1813) y Goethe (1749-1832). Consigue que el anatomista Sömmerring (1755-1830), que trataba de establecer las bases fisiológicas, especialmente cerebrales, entre las poblaciones humanas, entre en dicgo Collegium. El tema suscita mucho interés en Forster, y ambos traban una buena amistad. En 1786, mientras da clases en Vilna, Forster mantiene una polémica sobre las razas humanas con Emmanuel Kant y defiende las conclusiones de Sömmerring sobre la disparidad de los negros y los europeos, frente a la visión más abstracta de la cuestión que defiende Kant (Noch Etwas über Menschenrassen). Forster publica con regularidad recensiones de los viajes científicos y de los descubrimientos de su época, en especial sobre el tercer viaje de Cook por los mares del sur (en el que él no participó), y luego sobre la expedición de la Bounty. Tras sus años londinenses, Forster se mantuvo siempre en contacto con quien estuvo en el origen de la expedición de la Bounty, el erudito Sir Joseph Banks (1743-1820), que había acompañado al capitán Cook en su primer viaje.
Forster estudia indología y se convierte en uno de los primeros científicos alemanes en ese terreno. Sin embargo, a finales de los años 1780, su proyecto de dirigir una expedición rusa a la India financiada por la zarina Catalina la Grande (1729-1796) fracasará. Ocupa en 1788 el puesto de bibliotecario de la universidad de Maguncia.

#### Ansichten vom Niederrhein (Informe sobre el Rin inferior)
Desde Maguncia, emprende en la primavera de 1790 un gran viaje con el joven Alexander von Humboldt, viaje que les conducirá a los Países Bajos austríacos, Holanda, Inglaterra y París. Describe sus impresiones en una obra en tres volúmenes que se publica entre 1791 y 1794: Ansichten vom Nierderrhein, von Brabant, Flandern, Holland, England und Frankreich im April, Mai und Juni 1790. Johann Wolfgang von Goethe, hablando de este libro dijo: "A uno le gusta, cuando ha terminado, volver a empezarlo, y uno disfrutaría viajando con un observador tan bueno y tan cultivado". El libro trata entre otras cosas de estudios sobre la historia del arte, que son respecto a esta disciplina lo que el A Voyage Round The World es para la etnología. Forster es también de los primeros que proporcionan una verdadera explicación acerca del arte gótico, anteriormente juzgado de "bárbaro", e introduce la idea de Romanticismo.
Pero, como había sucedido 15 años antes en los mares del sur, su principal interés en este nuevo viaje estriba en los comportamientos sociales de los humanos. Las revueltas populares en Flandes, Brabante y, por supuesto, la Revolución francesa suscitaron el interés de Forster. Su viaje por esos lugares, así como por los Países Bajos e Inglaterra, en donde las libertades del pueblo estaban desarrollándose con mayor amplitud, le ayudan a forjarse una opinión política. Pasa a ser un firme opositor al Antiguo Régimen. Como otros muchos eruditos alemanes, considera el desencadenamiento de la revolución del año anterior una consecuencia importante de las Luces. Ya el 30 de julio de 1789, poco después de la toma de la Bastilla, escribe a su suegro, el filólogo Christian Gottlob Heyne (1729-1812):
Es aleccionador ver lo que la filosofía ha hecho madurar en las cabezas y después puesto en práctica en la organización del Estado. (...) Así pues, el camino más seguro acaba siendo explicar a la gente sus derechos; lo demás se desencadena por sí mismo.

#### La creación de la república de Maguncia
Tras la entrada en Maguncia del ejército revolucionario francés al mando del general Custine (1740-1793) el 21 de octubre de 1792, Georg Forster forma parte de los que dos días después fundan el club jacobino de los Amigos de la Libertad y de la Igualdad. A principios de 1793, participa activamente en la fundación de la República de Maguncia. Es la primera república constituida siguiendo los principios democráticos en suelo alemán, en una región que abarcaba la orilla izquierda del Rin, entre Landau in der Pfalz y Bionville. Forster pasa a ser vicepresidente de la administración provisional y es elegido diputado en la Convención nacional renano-alemana. Entre enero y marzo de 1793 trabaja como redactor del Nuevo diario de los Maguntinos o El Amigo del Pueblo. En su primer artículo escribe:
La libertad de prensa reina al fin entre estos muros en los que se descubrió la imprenta.
Sin embargo, la libertad no dura mucho, ya que la República de Maguncia desaparece tras la marcha de los franceses en julio de 1793.

## Su muerte en el París revolucionario
Forster no regresará a Maguncia. Como diputado de la Convención nacional del primer parlamento alemán, es enviado a París para proponer la vinculación de la República de Maguncia a Francia, ya que sin ayuda no es viable. Se acepta la propuesta, pero pierde todo su valor tras la reconquista de Maguncia por las tropas de la coalición antifrancesa.
En razón de un decreto del Káiser Francisco I (1768-1835), que perseguía cualquier colaboración de los "súbditos" alemanes con el gobierno revolucionario francés, Forster pasa a ser un proscrito imperial y no puede regresar a Alemania. Careciendo por completo de recursos y sin su mujer, que se había quedado en Maguncia a cargo de sus hijos, se queda en París, coincidiendo con el período en el que la Revolución pasa por la fase del Terror del Comité de Salvación Pública bajo Maximiliano Robespierre (1758-1794).
Forster descubre la diferencia existente entre las aspiraciones revolucionarias para colmar la voluntad de bienestar de la humanidad y la práctica revolucionaria que se sitúa cruelmente más allá de la felicidad e incluso más allá de la vida de los individuos.
Al contrario que otros muchos seguidores alemanes de la revolución, como Friedrich Schiller (1759-1805), Forster nunca se apartará del ideal revolucionario, ni siquiera bajo el Terror. Vive los acontecimientos como algo natural, imposible de detener y que deben liberar su energía para que no vuelvan a tener efectos devastadores. Escribe, poco antes de morir:
La Revolución es un huracán. ¿Quién podría detenerla?
Un hombre, conocido gracias a la Revolución, puede realizar actos que la posteridad no considerará atrocidades.
Bastante antes de que el poder revolucionario alcance su apogeo, Georg Forster muere en enero de 1794 en un pequeño apartamento abuhardilllado de la rue des Moulins de París, con casi 40 años.

## Su legado
Poco después de la muerte de Forster, su trabajo cae en el olvido para los no especialistas. Su recuerdo se instrumentalizará positiva o negativamente, según las tendencias políticas de la época.
En los tiempos del nacionalismo naciente de la Alemania postnapoleónica, se concede mayor relieve a la imagen de "traidor a la Patria" de Forster que a la del investigador y escritor. En la Alemania de Guillermo II (1859-1941) y durante el Tercer Reich, se prohíbe el recuerdo de Forster. Por el contrario, la República Democrática Alemana institucionaliza su recuerdo y trata de forjar una cultura tradicional con el investigador y el revolucionario. Por ejemplo, la estación científica de la R.D.A. en la Antártida, que se inaugura el 1 de julio de 1987, lleva su nombre. Con la búsqueda de una tradición democrática en la historia alemana, se apunta una rehabilitación parcial de Forster incluso en la República Federal de Alemania tras los años 1970. Su reputación como uno de los primeros y más importantes etnólogos es hoy en día indiscutible. Su trabajo tuvo una importancia determinante para que la etnología llegara a ser en Alemania una disciplina autónoma del saber.

## Obra
Es notablemente el autor de 'A Voyage around the World (1777), Dissertatio botanico-medica de plantis esculentis insularum oceani Australis (1785), Essais sur la géographie morale et naturelle, l'histoire naturelle et la philosophie usuelle (1789-1797), Views of the Lower Rhine, Brabant, Flanders... (tres v. 1791-1794). Su correspondencia aparece en dos volúmenes en 1828, y sus obras son editadas en 1843-1844.
- Werke in vier Bänden (Obras en cuatro volúmenes), Gerhard Steiner, Leipzig, 1971.
- Ansichten vom Niederrhein (Informe sobre el Rin inferior), Gerhard Steiner, Fráncfort, 1989.
- Reise um die Welt (Viaje alrededor del mundo), Gerhard Steiner, Fráncfort, 1983.
- Über die Beziehung der Staatskunst auf das Glück des Menschheit und andere Schriften (Sobre las relaciones de la política con el bienestar de la humanidad y otros escritos), Wolfgang Rödel, Fráncfort, 1966. — Pequeña colección de ensayos políticos, notas e ideas de los pensadores y escritores republicanos.

#### En francés
- Marita Gilli : Un révolutionnaire allemand Georg Foster 1754-1794. Éditions du Comité des travaux historiques et scientifiques (París), collection Format, 55, 736 p. 2005
- Raphaël Lagier : Les races humaines selon Kant. PUF (París), collection Pratiques théoriques, 200 p. 2004

#### En alemán
- Klaus Harpprecht: Georg Forster oder Die Liebe zur Welt. Eine Biographie, Reinbek (Rowohlt-Tb.) 1990
- Tanja van Hoorn: Dem Leibe abgelesen. Georg Forster im Kontext der physischen Anthropologie des 18. Jahrhunderts, Tübingen (Max Niemeyer), 2004
- Ulrich Enzensberger: Georg Forster. Weltumsegler und Revolutionär, Berlín, 1979
- Johannes Paul: Abenteuerliche Lebensreise - Sieben biographische Essays (p. 67-112 : Georg Forster: Empfindsame Weltumseglung). Wilhelm Köhler Verlag, Minden, 1954
- Michael Ewert: Vernunft, Gefühl und Phantasie, im schönsten Tanze vereint. Die Essayistik Georg Forsters, Würzburg: Königshausen & Neumann, 1993
- Wahrnehmung - Konstruktion - Text. Bilder des Wirklichen im Werk Georg Forsters, ed. Jörn Garber, Tübingen: Niemeyer, 2000
- Helmut Mathy: Georg Forster in Mainz. Von der geistigen Aufklärung zur konkreten Revolution, in Die Mainzer Republik. Der Rheinisch-Deutsche Nationalkonvent, ed. Landtag Rheinland Pfalz, Maguncia, 1990, p. 185–190
- Claus-Volker Klenke, Jörn Garber und Dieter Heintze: Georg Forster in interdisziplinärer Perspektive. Beiträge des Internationalen Georg Forster Symposions in Kassel, 1.–4, abril 1993, Berlín (Akademie Verlag) 1994
- Georg-Forster-Studien, éd. pour le compte de la Georg-Forster-Gesellschaft par Horst Dippel et Michael Ewert, Kassel: Kassel University Press, 1997ff.
- Carola Hilmes: Georg Forster und Therese Huber: Eine Ehe in Briefen. In Das literarische Paar. Le couple littéraire. Intertextualität der Geschlechterdiskurse. Intertextualité et discours des sexes, ed. Gislinde Seybert, Bielefeld: Aisthesis 2003, p. 111–135. Versión en línea en formato PDF
- Rotraut Fischer: Reisen als Erfahrungskunst. Georg Forsters 'Ansichten vom Niederrhein'. Die 'Wahrheit' in den 'Bildern des Wirklichen'. Frankfurt am Main (Anton Hain), 1990
- Christian Graf von Krockow: Der grosse Traum von Bildung: Auf den Spuren der grossen Entdeckungsreisenden James Cook und Georg Forster. List-Taschenbuch
- Ina Seidel: Das Labyrinth, Roman, Deutsche Verlags-Anstalt, Stuttgart, Berlín o.J. (1922)
- Ludwig Uhlig: Georg Forster. Lebensabenteuer eines gelehrten Weltbürgers (1754-1794), Göttingen, Vandenhoek & Ruprecht, 2004

- La abreviatura «G.Forst.» se emplea para indicar a Georg Forster como autoridad en la descripción y clasificación científica de los vegetales.[1]

## Abreviatura (zoología)
La abreviatura G.Forster  se emplea para indicar a Georg Forster como autoridad en la descripción y taxonomía en zoología.